# Provincia de Iquique (Perú)

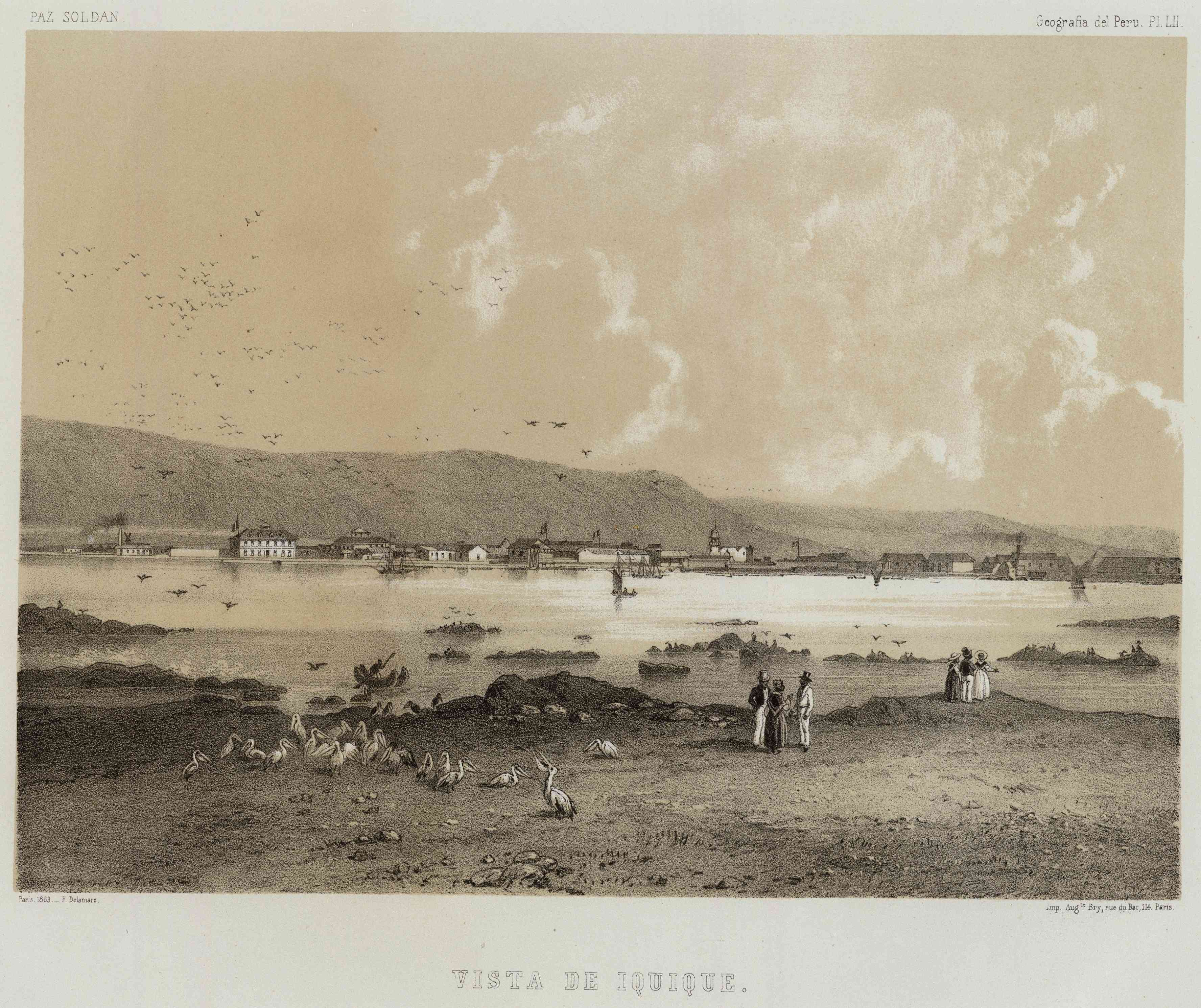
Vista del puerto de Iquique en 1863.

La provincia de Iquique fue una antigua división territorial de Perú, fue invadida por Chile, existió desde 1878 hasta 1883. Fue creada a partir de la división de la provincia Litoral de Tarapacá, en 1878, junto con la creación del departamento de Tarapacá. Tras la derrota peruana en la guerra del Pacífico esta provincia fue anexada a Chile. Actualmente forma parte de la provincia de Iquique y de la región de Tarapacá, Chile.

## Toponimia
Ique-Ique, según el investigador peruano Rómulo Cúneo Vidal, procedería de "Iqui-Iqui", voz aimara compuesta por el término "iqui" que significaría "sueño" o "acto de descansar". Según este investigador el lugar habría recibido originalmente aquella denominación por la presencia de una enorme cantidad de lobos y aves marinas que, apiñadas en su isla frontera (isla Serrano de Iquique), la utilizaban como posadero y dormidero cotidiano, "Iqui-Iqui" (o más justamente dicho: su isla) habría significado primitivamente, en el ámbito de la franja litoral, algo así como: "lugar de dormidero y de posadero de aves y lobos de mar".

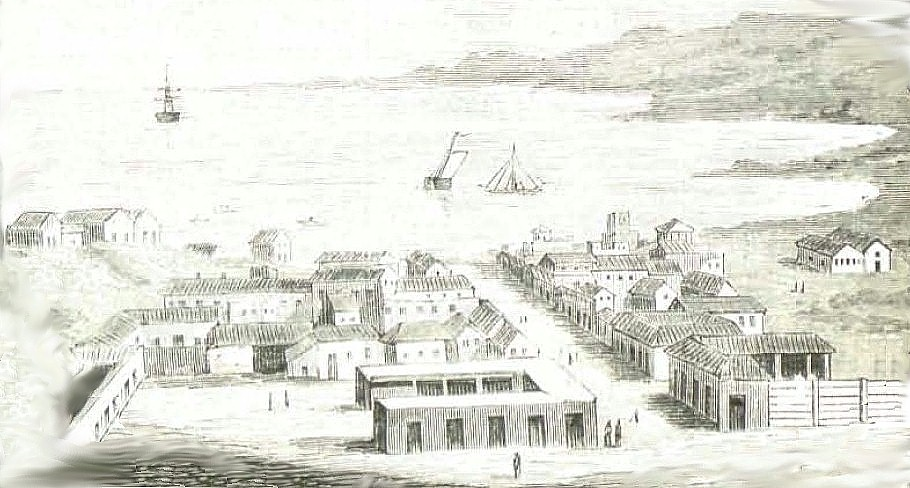
Vista de la nueva población llamada Pabellón de Pica, (Perú, 1876).

## División política
En 1878, esta provincia se divide en los siguientes distritos:
- Pisagua,
- Iquique,
- Patillos y
- Pabellón de Pica.

## Capital
La capital de esta provincia era la ciudad de Iquique.